# Мориггль, Томас
Томас Мориггль (итал. Thomas Moriggl; род. 23 февраля 1981, Силандро, Трентино-Альто-Адидже) — итальянский лыжник, участник Олимпийских игр в Ванкувере, призёр этапов Кубка мира. Специалист дистанционных гонок, более успешно выступает в гонках свободным ходом.

## Карьера
В Кубке мира Мориггль дебютировал в 2002 году, в марте 2004 года впервые попал в тройку лучших на этапе Кубка мира. Всего на сегодняшний день имеет на своём счету 2 попадания в тройку лучших на этапах Кубка мира, оба в личных гонках. Лучшим достижением Мориггля в общем итоговом зачёте Кубка мира является 43-е место в сезоне 2004-05.
На Олимпиаде-2010 в Ванкувере показал следующие результаты: 15 км коньком — 24-е место, дуатлон 15+15 км — так же 24-е место.
За свою карьеру принимал участие в одном чемпионате мира, на чемпионате-2005 занял 36-е место в гонке на 50 км.
Использует лыжи и ботинки производства фирмы Fischer.